# ناوکی ماتسوشیتا
ناوکی ماتسوشیتا (انگلیسی: Naoki Matsushita؛ زادهٔ ۶ ژوئن ۱۹۷۸) بازیکن فوتبال اهل ژاپن است.
از باشگاه‌هایی که در آن بازی کرده‌است می‌توان به باشگاه فوتبال جف یونایتد ایچیهارا چیبا اشاره کرد.